# Königlich Bayerische Kavallerie-Division
Die Kavallerie-Division war ein Großverband der Bayerischen Armee und wurde zu Beginn des Ersten Weltkrieges gebildet.

## Gliederung

### Kriegsgliederung bei Mobilmachung 1914
- 1. Kavallerie-Brigade
  - 1. Schwere-Reiter-Regiment „Prinz Karl von Bayern“
  - 2. Schwere-Reiter-Regiment „Erzherzog Franz Ferdinand von Österreich-Este“
- 4. Kavallerie-Brigade
  - 1. Ulanen-Regiment „Kaiser Wilhelm II., König von Preußen“
  - 2. Ulanen-Regiment „König“
- 5. Kavallerie-Brigade
  - 1. Chevaulegers-Regiment „Kaiser Nikolaus von Rußland“
  - 6. Chevaulegers-Regiment „Prinz Albrecht von Preußen“
- Divisionstruppen:
  - Reitende Abteilung/5. Feldartillerie-Regiment „König Alfons XIII. von Spanien“
  - 1. MG-Abteilung
  - Pionier-Abteilung

### Kriegsgliederung vom 8. Mai 1918
- 1. Kavallerie-Brigade
  - 1. Schwere-Reiter-Regiment „Prinz Karl von Bayern“
  - 2. Schwere-Reiter-Regiment „Erzherzog Franz Ferdinand von Österreich-Este“
- 4. Kavallerie-Brigade
  - 1. Ulanen-Regiment „Kaiser Wilhelm II., König von Preußen“
  - 2. Ulanen-Regiment „König“
- 5. Kavallerie-Brigade
  - 1. Chevaulegers-Regiment „Kaiser Nikolaus von Rußland“
  - 6. Chevaulegers-Regiment „Prinz Albrecht von Preußen“
  - Kavallerie-Radfahr-Abteilung
  - 1. und 2. Radfahr-Kompanie
  - 1. Jäger-Bataillon „König“
  - 1. MG-Abteilung
  - Reitende Abteilung/5. Feldartillerie-Regiment „König Alfons XIII. von Spanien“
  - Kavallerie-Pionier-Abteilung 1 und 2

## Geschichte

### Westfront
Die Aufstellung der Division war nach der Mobilmachung rasch abgeschlossen. Außer den drei Kavalleriebrigaden waren als Divisionstruppen Jäger, Radfahrer, Maschinengewehrtruppen, reitende Artillerie und Pioniere unterstellt. Am 4. August 1914 übernahm Generalleutnant Otto von Stetten das Kommando über die Division.
Das Aufmarschgebiet der Division lag südostwärts von Metz, wo sie zusammen mit der preußischen 7. Kavallerie-Division und 8. Kavallerie-Division (Königlich Sächsische) unter der Heereskavallerie des Höheren Kavallerie-Kommandeurs zusammengefasst war. Mit Teilen des preußischen XXI. Armee-Korps zum Schutz der rechten Flanke des I. Armee-Korps eingesetzt, erhielt die Division am 11. August 1914 im Gefecht von Lagarde die Feuertaufe. Die Ulanen der Division überrannten in einer kühnen Attacke die französischen Artilleriestellungen, wurden allerdings beim Sturm auf Lagarde von französischer Infanterie unter starken Verlusten abgewiesen. Die Jäger der Divisionstruppen und Teile des 2. Lothringischen Infanterie-Regiments Nr. 131 konnten das Dorf nehmen. Dabei fielen 1.500 Gefangene, acht Geschütze und sechs Maschinengewehre sowie eine Fahne in die Hände der Angreifer.
Nach der Schlacht in Lothringen war die Division während des französischen Gegenstoßes vor Nancy-Épinal als Reserve eingesetzt. Im Oktober 1914 kämpfte die Division unter dem Kavalleriekorps „Hollen“ (H.K.K. 4) im Grenzraum von Nordfrankreich und Belgien und konnte bereits auf Hazebrouck vorrücken, als sie wegen anmarschierender britischer Truppen zurückgenommen wurde. Während der Schlacht bei Ypern vom 30. Oktober bis 24. November 1914 übernahm Generalleutnant Karl von Wenninger in Vertretung am 5. November 1914 die Division, da Generalleutnant Stetten das Kommando über das II. Armee-Korps bei der 6. Armee übertragen wurde. Nach den Kämpfen bei Ypern kam die Division ins belgische Hinterland zur Erholung, anschließend in die Umgebung der Festung Metz.

### Ostfront
Am 6. März 1915 übernahm Generalleutnant Philipp von Hellingrath die Division. Die mittlerweile an die Ostfront verlegte Kavalleriedivision trat von Tilsit aus am 26. April 1915 zu einem Ablenkungsangriff in Richtung Schaulen und Libau an. Dabei stieß sie ohne Flankenschutz bis zur Bahnlinie Wilna-Schaulen vor, sprengte die Gleise und kehrte befehlsgemäß am 11. Mai 1915 an die Dubysa bei Kelme zurück. Dort stand sie dann für die folgenden zwei Monate in heftigen Abwehrgefechten gegen russische Streifabteilungen und schaffte die Voraussetzung für General von Hindenburgs geplanten Großangriff auf Kowno und Wilna. Die Division, eingesetzt an der Südflanke der Njemen-Armee, preschte von 22. Juli bis 27. Juli 1915 über 100 km nach vorne, wurde allerdings bei Subotsch von zwei russischen Kavalleriedivisionen in die Zange genommen und zurückgeworfen. Im August stieß sie in einem kühnen Ritt nach Wilkomir vor und brachte den angreifenden russischen Kräfte schwere Verluste bei.
Beim Angriff über Wilna auf Minsk sollte die Division auf dem rechten Flügel der Njemen-Armee den Feind nördlich der Straße Wilkomir-Dünaburg werfen, erhielt jedoch im September 1915 den Befehl, in südostwärtiger Richtung in den Rücken des Feindes vorzustoßen. Die russischen Truppen waren schon ausgewichen und setzten an der Wilija mit starken Infanteriekräften zum Gegenangriff an. Am 25. September 1915 riegelte die Division einen Einbruch bei der preußischen 4. Kavallerie-Division bei Dolhinow ab. Sie wurde danach in die Gegend von Widsy südlich Dünaburg zurückgenommen, wo sie bis 1916 in ihren Stellungen eingegraben blieb. Am Stochod bei Toboly musste sich die Division während der Brussilow-Offensive im August und September 1916 heftiger Angriffe russischer Truppen erwehren.
Nachdem Generalleutnant Hellingrath das Kriegsministerium übernommen hatte, wurde am 14. Dezember 1916 Generalmajor Moritz von und zu Egloffstein mit der Führung der Division betraut. Mittlerweile nach Galizien verlegt nahm die Division von 19. Juli bis 5. August 1917 am Angriff auf Tarnopol teil. Bei Stanislau verhinderte sie zusammen mit der 8. Reserve-Division zu Beginn der Schlacht einen Durchbruch russischer Kräfte. Ab dem 23. Juli 1917 trat die Division zur Verfolgung bis zur Ostgrenze Galiziens an. Der russische Widerstand war gebrochen. Nach dem Frieden von Brest-Litowsk stieß die Division 1918 bis Nikolajew und weiter auf die Krim vor (vgl. Krim-Operation). Im Juni wurde der Stab mit der 5. Kavallerie-Brigade nach West-Wolhynien verlegt und blieb dort bis zum Abzug Anfang 1919.

## Kommandeure
| Dienstgrad      | Name                          | Datum                                              |
| --------------- | ----------------------------- | -------------------------------------------------- |
| Generalleutnant | Otto von Stetten              | 04. August bis 5. November 1914                    |
| Generalleutnant | Karl von Wenninger            | 05. November 1914 bis 6. März 1915 (in Vertretung) |
| Generalleutnant | Philipp von Hellingrath       | 06. März 1915 bis 14. Dezember 1916                |
| Generalleutnant | Moritz von und zu Egloffstein | 14. Dezember 1916 bis Kriegsende                   |